# Colleferro Calcio
La Società Sportiva Dilettantistica Colleferro Calcio, meglio nota come Colleferro Calcio o semplicemente Colleferro, è una società calcistica italiana con sede a Colleferro, nella città metropolitana di Roma Capitale. Milita in Eccellenza, la quinta divisione del campionato italiano.
Nella sua storia ha conquistato uno Scudetto di IV Serie nella stagione 1954-1955; è l'unica squadra del Lazio che è riuscita a vincere sia la Coppa Italia di Promozione (nel 2010-2011) che la Coppa Italia d'Eccellenza (nel 2012-2013), arrivando in finale in quest'ultima competizione altre due volte nelle stagioni 2005-2006 e 2015-2016. Il suo miglior piazzamento di sempre è il terzo posto in Serie C nel campionato 1950-1951, mentre il peggiore è il secondo posto in Prima Categoria Lazio ottenuto nella stagione 1987-1988. I colori sociali sono il rosso e il nero.
Disputa gli incontri casalinghi allo stadio Andrea Caslini.

## Storia

### Dagli esordi agli anni quaranta

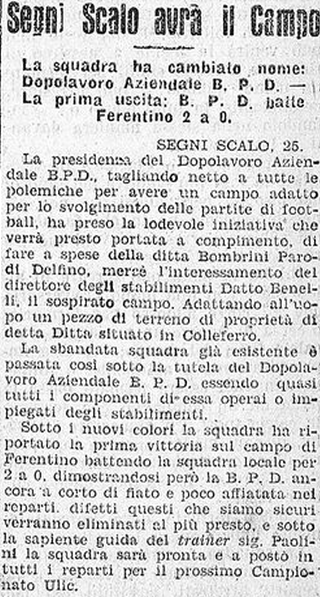
Articolo de Il Littoriale del 28-11-1931

La vera data di fondazione del club è a tutt'oggi sconosciuta: si sa che almeno al 1930 esisteva la squadra. Tradizionalmente è considerato il 1937 l'anno di nascita, poiché fu in tale data che la squadra prese parte al suo primo campionato sotto l'egida della F.I.G.C., la Seconda Divisione Laziale, che chiuse solo in quinta posizione; la stagione successiva trovò la promozione in Prima Divisione Laziale.
Dopo due stagioni in Prima Divisione riuscì ad imporsi anche in questa categoria, centrando così la sua prima storica promozione nel campionato di Serie C: all'esordio nella nuova categoria chiuse il campionato in nona posizione, sotto la guida del tecnico Virgilio Felice Levratto. Le due stagioni successive furono annullate a causa della seconda guerra mondiale; per questo motivo nel 1944 la società si sciolse e venne rifondata nel 1945. Il Colleferro tornò a giocare nel campionato di Serie C solo nel 1945-46: la prima stagione del dopoguerra non si rivelò essere una grande annata, dal momento che i rossoneri si piazzarono all'ultimo posto in classifica con soli 10 punti conquistati.

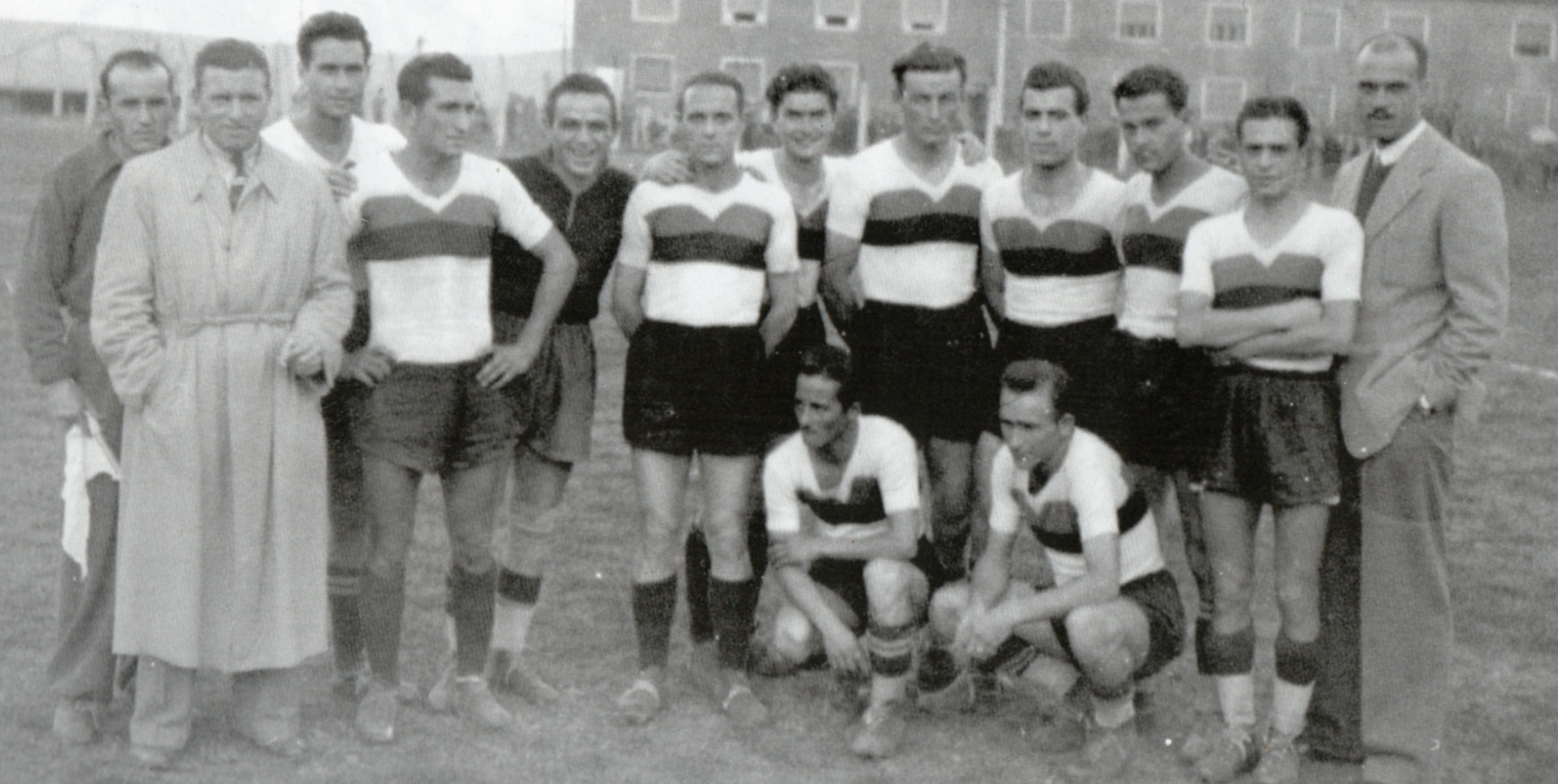
La formazione del Colleferro alla prima stagione in Serie C

Dopo poche annate nel campionato regionale di Promozione, riuscì a tornare in terza serie nel 1949-50. In quella stagione Colleferro e Formia chiusero il campionato a pari punti e quindi si dovette disputare uno spareggio tra le due. La partita venne giocata il 18 giugno 1950 allo Stadio Motovelodromo Appio di Roma con circa ottomila spettatori al seguito, ma venne sospesa sullo 0-0 al 22' dei tempi supplementari per una rissa in campo tra Chiaretti del Colleferro e Nardi del Formia.
La gara venne ripetuta il 22 luglio ad Arezzo; anche qui i tifosi arrivarono in massa con un pullman per i formiani e un treno speciale per i colleferrini e questa volta bastarono novanta minuti al Colleferro per trovare la vittoria chiudendo la partita 2-0 con gol di Corsi e Chiaretti.

### Gli anni cinquanta
L'anno dopo nella Serie C 50-51 il Colleferro disputò il miglior campionato della sua storia, arrivando terzo a nove punti dalla promozione nel campionato di Serie B: la squadra fu la più prolifica del suo girone grazie alle 83 reti messe a segno, ma venne fatto notare dal Corriere dello Sport dell'epoca in un suo articolo dell'11 luglio 1951 che il Colleferro non arrivò a conquistare la promozione per "colpa" del centrocampista Tibor Garay: secondo il quotidiano, infatti, l'arrivo dal Rimini del forte centrocampista ungherese (che nelle intenzioni della società doveva potenziare la squadra in vista del possibile salto di categoria) ruppe gli equilibri interni dello spogliatoio, dal momento che nessuno in squadra voleva essere messo da parte per fargli posto: questo causò una serie di partite sottotono, che lasciarono al Piombino la promozione nella serie cadetta; alla fine della stagione Garay venne ceduto al Tolosa, nel campionato francese.
L'anno seguente la squadra trovò una nuova retrocessione, e nelle tre successive stagioni di IV Serie sfiorò ripetutamente la terza promozione in Serie C della sua storia, vincendo per tre volte di fila il proprio girone. Nel primo anno (52-53), nonostante il validissimo organico a disposizione, il Colleferro, essendo arrivato primo a pari punti con l'Avellino, dovette disputare uno spareggio, giocato a Caserta e perso 2-0. L'anno dopo (1953-54) il Colleferro arrivò nuovamente primo nel proprio girone, ma venne eliminato nella fase finale giocata contro Bari, Prato e Foggia; alla fine della stagione Lini venne ceduto alla Viterbese.
Tuttavia nella stagione 1954-55, dove arrivò di nuovo primo, trovò la sua terza promozione in Serie C e vinse lo scudetto di IV Serie contro la Mestrina, al termine di due partite, disputate allo stadio Flaminio di Roma, pareggiate e risolte dal lancio della monetina. Nello stesso anno, allenata da Guido Masetti, ottenne la promozione in serie C, allora a girone unico, superando in due partite il Siena, vincendo prima fuori casa a Siena 2-1, con al seguito più di 2.000 tifosi arrivati in Toscana con un treno speciale, e pareggiando poi 1-1 in casa.
Dopo la stagione 1955-56, chiusa con una retrocessione (a causa di una sconfitta per 1-0 nello spareggio per rimanere in Serie C contro il Pavia a Firenze), il Colleferro non riuscì più a ritornare in Serie C; infatti una volta tornato in IV Serie, ci rimase per undici stagioni consecutive, fino al 1967-68.
Le prime quattro stagioni nel quarto livello del campionato italiano, che dalla stagione 1959-1960 cambia nome in Serie D, sono campionati fatti di alti e bassi, infatti si piazza prima quarto poi decimo, terzo e di nuovo quarto.

### Gli anni sessanta e settanta
È nella stagione 1960-1961 che, arrivando secondo, sfiora nuovamente la Serie C non trovando la promozione per un solo punto di distacco dal Grosseto, l'anno seguente arriva terzo e anche sta volta non riesce a tornare in Serie C per soli due punti dal Rosignano Solvay.

Dopo questi due buoni campionati la squadra trova solo basse posizioni infatti nelle successive sei stagioni il miglior piazzamento che riesce ad ottenere è il decimo posto, nella stagione 1966-1967 arrivò sedicesimo a soli due punti in più dall'ultima classificata ma si salvò poiché in quella stagione non erano previste le classiche tre retrocessioni per allargare i quadri della stagione successiva; tuttavia la stagione seguente vide il Colleferro retrocedere in Promozione Laziale.

Il primo anno in Promozione viene chiuso a metà classifica, poi seguiranno quattro stagioni consecutive dove i rossoneri arriveranno settimi. Nel 1973-1974 si salva dal retrocedere in Prima Categoria Lazio per un sol punto dal Monte San Giovanni Campano.

Dopo altre tre stagioni discrete il Colleferro trova di nuovo la retrocessione piazzandosi terzultimo ad un punto dalla salvezza.

Dopo ventiquattro stagioni senza riuscire a vincere un campionato sta volta il Colleferro trova due promozioni consecutive, infatti in Prima Categoria Lazio ci resta una sola stagione e torna in Promozione Lazio dove si piazza quarto e grazie al completamento degli organici viene ammesso in Interregionale.

### Gli anni ottanta e novanta

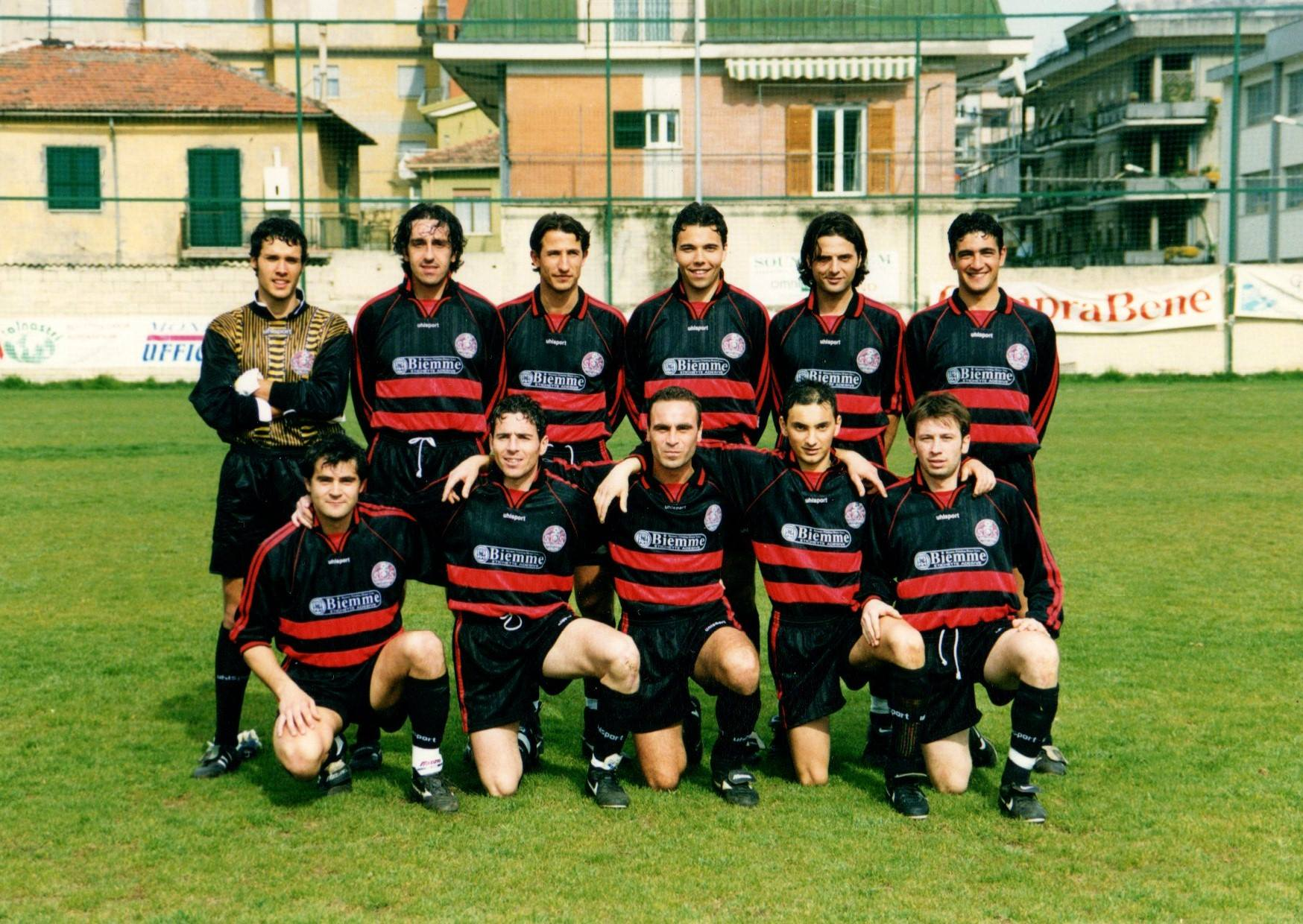
Formazione colleferrina durante gli anni 90 allo stadio Caslini

La stagione 1981-1982 la chiude in undicesima posizione salvandosi per due punti, ma l'anno successivo arriva un'altra retrocessione e torna di nuovo in Promozione Lazio per quattro stagioni dopodiché scende di nuovo in Prima Categoria Lazio dove rimarrà solo un anno.
I rossoneri si trovano ad affrontare altri nove anni in Promozione dalla stagione 1988-1989 alla stagione 1998-1999, fatta eccezione per altre due retrocessioni in Prima Categoria Lazio nel 1994-1995 e nel 1996-1997, trovando nelle nove stagioni come miglior piazzamento solo un quinto posto nel 1992-1993.

Finalmente il Colleferro riesce a trovare un'altra promozione nella stagione 1998-1999 grazie anche al record societario di 12 vittorie consecutive chiudendo il campionato primo con 70 punti, salito in Eccellenza Lazio ci rimane per dieci stagioni consecutive.

### Gli anni duemila

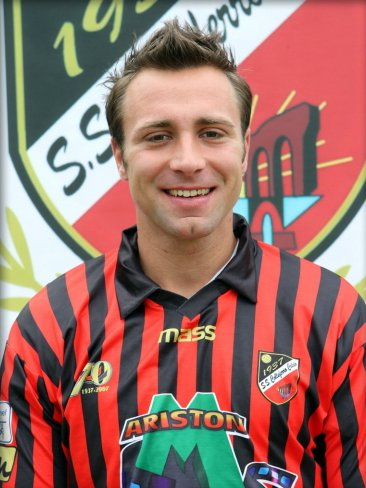
Mirko Quaresima, esordì con una tripletta

La nuova categoria si rivelò però essere ostica per il Colleferro, che vi rimase per undici stagioni consecutive conquistando principalmente piazzamenti di medio/bassa classifica; in questo senso, fecero eccezione il terzo posto del 2000-2001 ed il quarto posto del 2004-2005. Oltre a queste annate nel complesso positive, i rossoneri rischiarono anche in diverse occasioni la retrocessione in Promozione: nel 2005-2006 vinsero i play-out contro il Nettuno (perdendo inoltre la Coppa Italia di Eccellenza del Lazio in finale contro il Santa Marinella per 3-1), così come nel 2008-2009, anno in cui Loris Talone, insieme ad altri due imprenditori locali Frasca e Nicoli, rilevò la squadra dalla famiglia Mandova.

### Gli anni duemiladieci
Il primo anno arrivando quattordicesimo, dovette disputare i play-out contro il Torrenova, tuttavia trovò la retrocessione l'anno successivo (2009-2010) perdendo i play-out contro il La Lucca. Loris passò così la presidenza della squadra al fratello Amerigo e il Colleferro tornò in Promozione dopo 11 anni.
Dopo una sola stagione, nella quale arrivò terzo in classifica, il Colleferro risalì subito in Eccellenza, vincendo inoltre per la prima volta nella sua storia la Coppa Italia regionale di Promozione, a seguito del 2-1 che ottenne in finale contro il La Sabina a Guidonia. Il ritorno nella massima serie regionale vide il Colleferro piazzarsi per la prima volta in decima posizione.
Nella stagione 2012-2013, il Colleferro arrivò quinto in campionato e il 3 gennaio 2013 riuscì a conquistare la sua prima Coppa Italia d'Eccellenza contro l'Atletico Boville Ernica. La finale fece molto parlare di sé, infatti in quella partita l'arbitro espulse quattro giocatori del Boville e uno del Colleferro. Ciò causò il ritiro della squadra bovillense prima della fine del secondo tempo supplementare mentre si era sul 2-0 per i rossoneri, reti di Alessandro Salvagni e Alessandro Pedrocchi. Successivamente a causa dell'abbandono della gara il giudice sportivo assegnò il 3-0 a tavolino per il Colleferro. Vincendo la Coppa Italia d'Eccellenza la squadra passò così di diritto a giocare la Coppa Italia Dilettanti riuscendo a tornare a giocare una partita ufficiale fuori dalla regione Lazio dopo 30 anni. Nel turno preliminare gli avversari dei laziali furono i sardi del Muravera. L'andata, giocata al Caslini, fu vinta dal Colleferro 3-0, al ritorno però il Muravera riuscì ad imporsi per 3-0 nei tempi regolamentari e successivamente a vincere la partita ai rigori per 4-2.
La stagione successiva il Colleferro era stabile al secondo posto fino alla venticinquesima giornata, dalla ventiseiesima giornata conquista solo 12 punti su 27 finendo il campionato terzo superato dall'Albalonga e perde la possibilità di disputare i play-off per quattro punti. Data la serie negativa nelle ultime giornate la società fa una decisione drastica, che lascia basiti i tifosi, dopo 156 panchine viene esonerato il mister Enrico Baiocco e per le ultime quattro giornate in panchina siede Antonelli, sostituito nel mercato estivo da Ermanno Fraioli, lo stesso allenatore che perse la finale di Coppa Italia proprio contro il Colleferro nella stagione 2012-2013.

La stagione 2014-2015 è molto simile alla stagione precedente, per non dire migliore; il Colleferro si trova primo in classifica da solo per 16 giornate consecutive dalla 7ª alla 22ª, fermato per sole due giornate dalla Nuova Itri che diventa prima da sola dalla 23ª alla 24ª giornata, tornando poi primo da solo per altre due giornate dalla 25ª alla 26ª per un totale di 19 giornate primo da solo, ma anche in questa stagione verso la fine del campionato il numero di vittorie cala e anche sta volta trovandosi a +9 punti dalle altre viene superato sempre dall'Albalonga che collezionando 13 vittorie consecutive chiude il campionato prima da sola.
Il Colleferro trovandosi a poche giornate dalla fine terzo dietro ad Albalonga e Serpentara Bellegra Olevano, non gli resta che cercare di centrare il secondo posto per andare ai play-off, riesce a trovare il secondo posto solo all'ultima giornata a pari punti con la Serpentara.
Il nuovo regolamento decide che Colleferro e Serpentara devono scontrarsi in uno spareggio per accedere ai play-off nazionali, nella gara unica giocata in campo neutro a Monterotondo con circa 450 colleferrini al seguito, passa la Serpentara imponendosi per 2-0.
Nel 2015-2016 la squadra perde diversi giocatori che sono stati fondamentali nelle stagioni precedenti e la presidenza decide di sostituirli con ragazzi del settore giovanile "svecchiando" la squadra e ponendosi come obiettivo di non retrocedere.
I rossoneri, guidati da Salvatore Cangiano, non si trovano mai durante la stagione a rischiare la retrocessione, anzi arrivano in finale di Coppa Italia per la terza volta, perdendola contro il Cassino e chiudono il campionato al sesto posto vincendo la Coppa Disciplina.

A luglio 2016 il presidente Talone lascia, il suo posto viene preso da Fabio Cedrone.

### Gli anni duemilaventi
Nel 2021, dopo il termine della Presidenza di Marco Aglitti, il club viene preso in affidamento da Giorgio Coviello, imprenditore locale e come vice-presidente Federico Moffa. Ad agosto il Comitato Reglionale Lazio ammette la squadra al campionato di Eccellenza 2021-2022 a completamento di organici.
La stagione 2021-2022 si completa con un playout contro l'Arce che si risolve con la vittoria dei rossoneri.
La stagione 2022-2023 si chiude con un terzo posto a 5 punti di distanza dal Certosa. Il Colleferro si ferma in terza posizione.
Il 4 ottobre 2022 viene trasmessa la prima puntata di Tribuna Rossonera, un podcast che parla della società e a turno si hanno come ospiti i ragazzi della Juniores o della Prima Squadra. Dalla puntata numero 26, il podcast si trasforma in video-podcast. 
Il 30 giugno 2023, con l'evento intitolato "Inizia una nuova era", viene presentato il nuovo logo ufficiale della società voluto dalla dirigenza. Il logo è stato realizzato da Lorenzo Di Donna, giovane art director locale.
Il 2 luglio 2023, viene ufficializzato l'addio di Matteo Amici, dopo 358 presenze in dodici anni ed essere stato nominato capitano a 22 anni. Questi però tornerà in squadra il 24 dicembre 2023 , dopo aver ottenuto lo svincolo contrattuale dal Ferentino Calcio.
Il 12 marzo 2024 sono state confermate le dimissioni volontarie di Pietro Bosco  e del suo vice, Enzo Freddi, entrambi promossi a Mister dopo l'esonero di Stefano Scaricamazza  nella prima parte della stagione, avvenuto il 24 ottobre 2023. Il loro sostituto è il Mister Giuseppe Ciotoli , che contemporaneamente allena la Juniores Elite.
In questa stagione in particolare, si sono avvicendati quattro allenatori alla guida della Prima Squadra: Stefano Scaricamazza (dalla 1ª alla 9ª giornata), Paolo Amici (vice-allenatore, dalla 10ª all'11ª giornata), Pietro Bosco (dalla 12ª alla 27ª giornata) e infine Giuseppe Ciotoli (dalla 28ª alla 34ª giornata).
Dopo la stagione del 1988, la squadra Juniores del Colleferro Calcio ha riportato il nome del club alle fasi finali del campionato Elite con una vittoria alla 25ª giornata per 2-0 contro la Lodigiani .
Il 6 Maggio 2024 viene ufficializzata la creazione della prima squadra femminile iscritta al Campionato di Eccellenza 2024/2025. 
Per la stagione 2024-2025 il Colleferro Calcio riparte con il Mister Gian Luigi Staffa a cui viene affidata la conduzione della prima squadra . Mister Staffa è già stato allenatore dei rossoneri dopo l'esonero di Battistelli nella stagione 2021-2022  . Mister Staffa lascia la guida del Colleferro Calcio dopo tre sconfitte (due di Campionato e una di Coppa Italia)  affidando momentaneamente la panchina al suo secondo, Claudio Franci. Il 19 Settembre 2024 diventa nuovo allenatore della prima squadra Mister Cristiano Gagliarducci. 

## Colori e simboli

### Simboli ufficiali

#### Stemma
Lo stemma del Colleferro è uno scudo con bordo nero e oro che contiene al suo interno a partire dall'alto una fascia nera sulla quale sono apposti l'anno di fondazione e un pallone da calcio vecchio stile; nella fascia in mezzo che è bianca si trova scritta in corsivo e in nero la denominazione societaria e nell'ultima colorata di rosso è presente lo stemma comunale.
Lo stemma viene modificato definitivamente in data 30 Giugno 2023. Il nuovo logo rappresenta in una grafica minimale il carattere ultras per indicare la vicinanza con i tifosi, la forma affusolata che indica il legame con il territorio richiamando la pala dello Stemma del Comune di Colleferro, rappresenta l'architettura razionalista della città di fondazione la quale è Colleferro e la forma cava all'interno richiama lo Scudetto Serie D vinto. Il logo diventa monocolore e viene usato in base alle occasioni nei tre colori principali: bianco, nero e rosso. Sulle maglie di colore nero viene applicato in colore rosso e viceversa.

#### Inno
L'inno, Colleferro Alè, cantato da Stefano Raucci insieme ad Alfonso Testa (per gli arrangiamenti musicali), è stato composto nel 2007 per celebrare i 70 anni di vita della società.

## Strutture

### Stadio

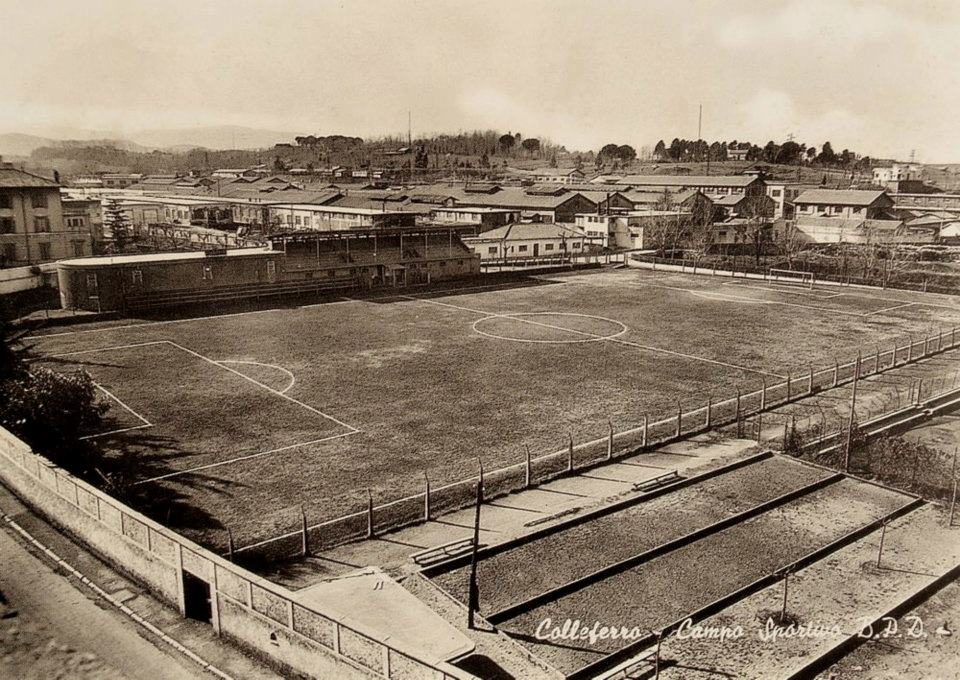
Lo stadio Maurizio Natali.

Le prime partite del Colleferro venivano giocate a Segni Scalo, su un campo di terra battuta costruito su un terreno di proprietà della Bombrini Parodi Delfino. Venne utilizzato fino alla metà degli anni trenta e successivamente sostituito da uno più adeguato, il "campo della B.P.D.", chiamato così perché privo di un nome vero e proprio, fino a che non venne dedicato a Maurizio Natali. Nel 1989 il suddetto stadio venne demolito ed il Colleferro andò a giocare per un breve periodo di tempo, meno di un anno, al nuovo Maurizio Natali, per poi passare allo stadio attuale, lo stadio Andrea Caslini.

## Società

### Impegno nel sociale
A seguito del Terremoto del Centro Italia del 2016 il Colleferro ha devoluto l'incasso della prima giornata di campionato 2016-2017 ai terremotati.
A seguito del tragico evento che ha portato al decesso di Willy Monteiro Duarte, il Colleferro ha raccolto dai propri sostenitori e dai propri iscritti una somma da donare alla famiglia. 

### Settore giovanile
Il Colleferro ha avuto sempre un buon settore giovanile, che ha formato ad oggi giocatori che sono arrivati a giocare anche in Serie A e B in squadre come Sampdoria, Lazio, Roma, Atalanta, Brescia, Palermo, Hellas Verona, tra questi si possono citare Natale Gonnella, Cristian Biancone e Giampaolo Saurini.
Nei primi anni ottanta gli "Allievi" vinsero i campionati regionali e la "Juniores", fece lo stesso nelle stagioni 1986-1987 e 1987-1988, arrivando sino alle semifinali del campionato nazionale della propria categoria.
Nel 2007 ha vinse contro la Romulea il Torneo Beppe Viola, mentre nella stagione 2012-2013 la formazione Juniores Regionale, chiudendo il campionato in seconda posizione, ottenne la promozione nel campionato Elite.

## Diffusione nella cultura di massa
Walter Veltroni racconta nel suo libro "Il calcio è una scienza da amare: 38 dichiarazioni d'amore al gioco più bello del mondo", pubblicato nel 1982, che:

## Calciatori

### Contributo alle Nazionali
L'elenco che segue indica tutti i giocatori che sono stati convocati nella Nazionale Italiana Under 18 quando sono appartenuti al Colleferro.
- Francesco Cardinali (0 presenze)

## Palmarès

### Competizioni nazionali
- Scudetto IV Serie: 1

1954-1955

### Competizioni Interregionali
- Promozione: 1

1949-1950

### Competizioni regionali
- Seconda Divisione: 1

1938-1939
- Prima Divisione: 2

1941-1942, 1947-1948
- Promozione: 3

1980-1981, 1998-1999, 2010-2011
- Prima Categoria: 4

1979-1980, 1987-1988, 1994-1995, 1996-1997
- Coppa Italia Dilettanti Lazio: 1

2012-2013
- Coppa Italia Promozione Lazio: 1

2010-2011

### Altri piazzamenti
- Prima Divisione:

Terzo posto: 1940-1941
- Serie C:

Terzo posto: 1950-1951
- Serie D:

Secondo posto: 1960-1961
Terzo posto: 1961-1962
- Eccellenza:

Terzo posto: 2000-2001, 2013-2014, 2014-2015
- Promozione:

Terzo posto: 2010-2011
- Coppa Italia Dilettanti Lazio:

Finalista: 2005-2006, 2015-2016

## Statistiche e record

### Partecipazione ai campionati
Nazionali
| Livello | Categoria                           | Partecipazioni | Debutto   | Ultima stagione | Totale |
| ------- | ----------------------------------- | -------------- | --------- | --------------- | ------ |
| 3º      | Serie C                             | 5              | 1942-1943 | 1955-1956       | 5      |
| 4º      | Promozione                          | 2              | 1948-1949 | 1949-1950       | 17     |
| 4º      | IV Serie                            | 4              | 1952-1953 | 1956-1957       | 17     |
| 4º      | Campionato Interregionale - 1ª Cat. | 1              | 1957-1958 | 1957-1958       | 17     |
| 4º      | Campionato Interregionale           | 1              | 1958-1959 | 1958-1959       | 17     |
| 4º      | Serie D                             | 9              | 1959-1960 | 1967-1968       | 17     |
| 5º      | Campionato Interregionale           | 2              | 1981-1982 | 1982-1983       | 2      |

Regionali
| Livello | Categoria         | Partecipazioni | Debutto   | Ultima stagione | Totale |
| ------- | ----------------- | -------------- | --------- | --------------- | ------ |
| I       | Prima Divisione   | 5              | 1939-1940 | 1947-1948       | 45     |
| I       | Promozione        | 19             | 1968-1969 | 1990-1991       | 45     |
| I       | Eccellenza        | 21             | 1999-2000 | 2021-2022       | 45     |
| II      | Seconda Divisione | 2              | 1937-1938 | 1938-1939       | 13     |
| II      | Prima Categoria   | 2              | 1979-1980 | 1987-1988       | 13     |
| II      | Promozione        | 9              | 1991-1992 | 2020-2021       | 13     |
| III     | Prima Categoria   | 4              | 1979-1980 | 1996-1997       | 4      |

### Partecipazione alle coppe
| Competizione            | Partecipazioni | Debutto   | Ultima stagione | Totale |
| ----------------------- | -------------- | --------- | --------------- | ------ |
| Coppa Italia Dilettanti | 1              | 2012-2013 | 2012-2013       | 1      |

## Tifoseria

### Storia

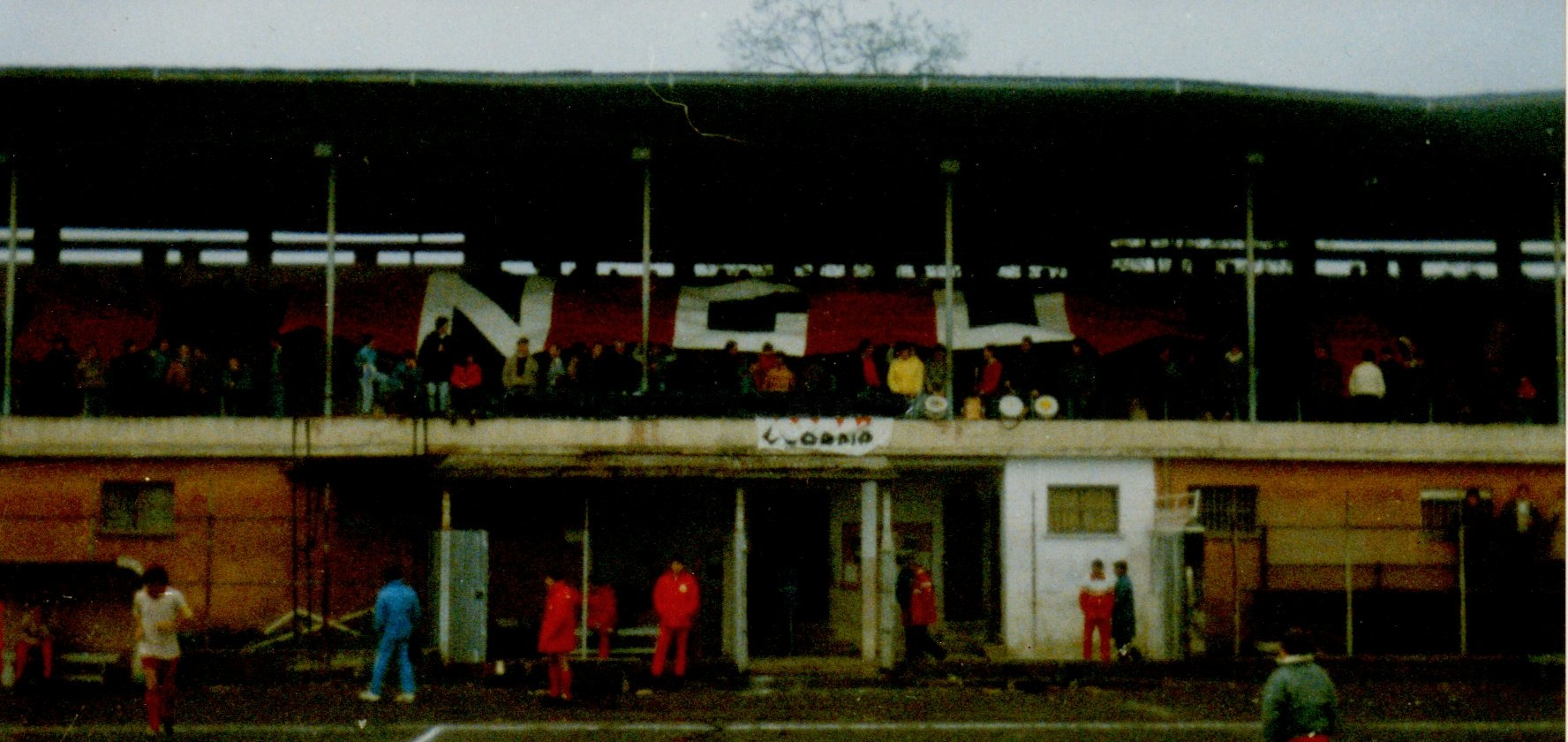
Coreografia della NGU in Colleferro-Sora della stagione 1986-1987 al "Natali"

I colleferrini hanno sempre seguito in massa le vicende della squadra, infatti già dagli anni cinquanta quando il Colleferro militava in Serie C e IV Serie, si registrava spesso il tutto esaurito al Maurizio Natali e anche in trasferta il pubblico colleferrino non era da meno: in diverse occasioni i tifosi hanno utilizzato anche treni speciali per vedere i loro giocatori come per lo spareggio per l'accesso alla IV Serie contro il Formia, storiche le trasferte a Siena e a Bari.
Negli anni settanta iniziarono a crearsi i primi gruppi organizzati. Intorno al 1980 nasce il gruppo Fedayn Rossoneri, ma il culmine arriva nelle stagioni in Interregionale 1981-1982 e 1982-83, durante le quali vennero fondati diversi gruppi tra i quali la Nuova Guardia Ultrà (NGU); il gruppo si sciolse successivamente a fine anni novanta, dal momento che la squadra giocava spesso nei campionati regionali di Promozione e Prima Categoria.

## Polisportiva Colleferro
Durante la gestione del Colleferro calcio da parte della B.P.D., oltre al calcio esistevano anche rappresentative di basket, pugilato, atletica leggera, scherma, tennis tuttora in attività, palla a sfratto.